# Breton kiejtés
A breton kiejtés a breton nyelv irodalmi kiejtése.

A mai breton nyelvjárások

A breton jelenlegi helyesírása az 1940-es évek során alakult ki. Ezt a helyesírást „egységesített breton”-nak (brezhoneg peurunwan) hívják, mivel a négy nagy nyelvjárást – a cornouaille-i (kerneweg), a léoni (leoneg), a tréguieri (tregerieg) és a vannes-i (gwenedeg) – kiejtését és helyesírását ötvözi. Szokták még ar zedachegnek ís hívni, mely a zh betűkapcsolatra utal, melyet egyes nyelvjárásokban [z]-nek, máshol [x]-nak ejtenek.
A breton nyelv írása nem fonetikus vagy fonémikus, ami azt jelenti, hogy egy betűhöz több kiejtés is tartozhat, és viszont, egy kiejtett hang leírására több betűt vagy betűkombinációt használhatnak. Ez persze nem azt jelenti, hogy a breton helyesírás olyan bonyolult mint pl. az angol vagy a francia nyelvé, a kiejtés szabályokba szedhető, de e szabályok alól azért vannak kivételek, főleg nyelvjárási szinten.
Ebben a dokumentumban z’-vel jelöljük azt a z betűt, amelyet a nyelvterület nagy részén – leoneget kivéve – nem ejtenek. Ezt a megkülönböztetést a mai breton nyelvben általában nem használják, csak oktatási anyagokban, de a jobb megértés miatt célszerűnek látszik e betű megjelölése.

## A magánhangzók
|            | Elöl képzett | Középen képzett | Hátul képzett |
| ---------- | ------------ | --------------- | ------------- |
| Zárt       | [i]          | [y]             | [u]           |
| Középzárt  | [e]          | [ø]             | [o]           |
| Középnyílt | [ɛ]          | [œ]             | [ɔ]           |
| Nyílt      | [a]          |                 | [ɑ]           |

Megjegyzések:
- Az e betű allofónja esetenként az [ə] hang – főleg az -enn [ən] végződésekben és az ige befejezett melléknévi igenevének -et [ət] végződéseiben –, ez azonban csak nyelvjárási változat, az irodalmi nyelvnek nem része.
- Nazális hangok ([m], [n], [ɲ], [ŋ]) és a néma ñ betű előtt a magánhangzók nazálissá válnak, pl.: den [dẽːn], evitañ [eˈvitã].
- Azonos, egymás mellett, de külön szótagban álló hangokat gyakran egy hosszú hangba összevonják, ez azonban a hangsúly helyét nem változtatja meg: semplaat [sɛ̃mˈplɑːt] – mivel itt az első a lenne a hangsúlyos.
- A mindennapi beszédben, főleg, ha a beszélgetés menete gyors, gyakran összevonnak vagy kiejtenek egyes hangsúlytalan hangokat, pl.: perak eo deut [ˈprɑːge døːt], o vont d’ar gêr [ˈvõndaʁ ˈɡɛːʁ].

### Hosszúság
A hangsúlytalan hangok mindig rövidek.
A hangsúlyos magánhangzók akkor hosszúak, ha
- szó végén állnak: ti [tiː];
- zöngés mássalhangzók (b, d, g, j, v, z) előtt (még ha ezek szó végén zöngétlenednek is): mab [mɑːp], lodenn [ˈloːdɛn], bag [bɑːk], nijal [ˈniːʒal], savet [ˈsaːvet], louz [luːs];
- olyan mássalhangzó-kapcsolat előtt, amelynek utolsó betűje -r vagy -l, de az első betűje nem s-: pebr [peːbʁ] (de gyakran csak [pep]), sukr [syːkχ] (de gyakran csak [syk]), konikled [kõˈniːklet], semplañ [ˈsɛ̃ːmplã], de lestr [lɛst(ʁ)];
- nazálisok és likvidák (n, l, r) előtt, ha nem kettőzött betűvel írják vagy nem [j] követi: den [dẽːn] (de bleunioù [ˈblø̃nju] és penn [pen]), peul [pøːl] (de dall [dal]), stur [styːʁ] (de kirri [ˈkiʁi]). Egy szótagú szavakban a magánhangzók hosszúak -rr előtt is: berr [bɛːʁ], torr [tɔːʁ], karr [kɑːʁ].

Minden más esetben a magánhangzók rövidek.

## A mássalhangzók
|             | Bilabiális | Bilabiális | Labiodentális | Labiodentális | Alveoláris | Alveoláris | Posztalveoláris | Posztalveoláris | Palatális | Palatális | Veláris | Veláris | Uvuláris | Uvuláris | Glottális | Glottális |
| ----------- | ---------- | ---------- | ------------- | ------------- | ---------- | ---------- | --------------- | --------------- | --------- | --------- | ------- | ------- | -------- | -------- | --------- | --------- |
| Nazális     | [m]        | [m]        |               |               | [n]        | [n]        |                 |                 | [ɲ]       | [ɲ]       | [ŋ]     | [ŋ]     |          |          |           |           |
| Plozíva     | [p]        | [b]        |               |               | [t]        | [d]        |                 |                 | [c]       | [ɟ]       | [k]     | [ɡ]     |          |          |           |           |
| Frilkatíva  |            |            | [f]           | [v]           | [s]        | [z]        | [ʃ]             | [ʒ]             | [ç]       | [j]       | [x]     | [ɣ]     | [ʁ]      | [ʁ]      | [h]       | [ɦ]       |
| Approximáns |            |            |               |               | [r]        | [r]        |                 |                 |           |           |         |         |          |          |           |           |
| Laterális   | [ɥ]        | [w]        |               |               | [l]        | [l]        |                 |                 | [ʎ]       | [ʎ]       |         |         |          |          |           |           |

Megjegyzések:
- A kettőzött mássalhangzókat nem ejtjük hosszan.
- A hangsúlyos magánhangzó előtt álló k, p, t gyakran hehezetet kap: kador [ˈkʰɑːdɔʁ], pegañ [ˈpʰeːɡã] és tachenn [ˈtʰaʃɛn].
- A [ç] és [ɟ] hangok csak a gwenedeg nyelvjárásban használatosak a [k] és [ɡ] hangok allofónjaként.
- Zöngés mássalhangzók (b, c’h [ɣ], d, g, j, v, z) szó végén általában, de zöngétlen mássalhangzóval kezdődő szó előtt mindig zöngétlenné ([p], [x], [t], [k], [ʃ], [f], [s]) válnak, pl.: beleg kozh [ˈbɛːlɛkˌkoːs]. Azonos zöngétlen-zöngés párok esetén a kapcsolat zöngétlen lesz: dek gwele [ˈdeːk ˈkweːle].
- Zöngétlen mássalhangzók (ch, c’h, f, k, p, s, t) zöngés mássalhangzó előtt zöngéssé ([ʒ], [ɣ], [v], [ɡ], [b], [z], [d]) válnak, még a mássalhangzó-kapcsolatokban is, pl.: rakdiazez’añ [ʁaɡdjaˈzeːã], klask avaloù [klazɡ aˈvaːlu].
- A mindennapi beszédben, főleg, ha a beszélgetés menete gyors, gyakran összevonnak vagy kiejtenek egyes hangsúlytalan hangokat, pl.: ne gan ket mat [ˈɡãːnke mɑːt], o vont d’ar gêr [ˈvõndaʁ ˈɡɛːʁ], evit kanañ [viˈkãːnã]. Gyakori a szóvégi kapcsolatokban az utolsó hang elhagyása (ha nem áll előtte [s], [ʁ] vagy [l] hang): mont [mõn], mestr [mɛst], de pesk [pesk], start [staʁt]. Ezekben az esetekben gyakori a megelőző magánhangzó megnyúlása: paotr [pɔːt], levr [leːf]. Ez a jelenség esetenként előfordul szó közben is: debrfe [ˈdeːpfɛ]. A szóvégi -n mindig kiesik a következő összetételekben: evidon-me [viˈdɔ̃me] és ouzhin-me [uˈzĩme].

## Az egyes betűk kiejtése
A következő táblázatban a fent említett kiejtési variációkat nem tüntetjük fel.
Figyelem! A táblázatban a „hosszan”-„röviden” kiejtési változat a fentebb, a magánhangzóknál megadott szabályok szerint értendő!
| Betűkép | Helyzete                                                                                  | Kiejtése  | Kiejtési példák                                                                                         | Megjegyzések, nyelvjárási alakok |
| ------- | ----------------------------------------------------------------------------------------- | --------- | --- | --- |
| a       | hosszan, egy szótagú szavakban                                                            | [ɑː]      | tal [tɑːl], kazh [kɑːz]                                                                                 | Gwenedegben a „kazh” kiejtése [kɑːx] |
| a       | hosszan, több szótagú szavakban                                                           | [aː]      | savet [ˈsaːvet], karet [ˈkaːʁɛt]                                                                        | |
| a       | hosszan, nazális hangok előtt                                                             | [ãː]      | kanañ [ˈkãːnã]                                                                                          | |
| a       | röviden, nazális hangok előtt                                                             | [ã]       | gagn [ɡãɲ], skoliañ [ˈskɔljã]                                                                           | |
| a       | minden más esetben                                                                        | [a]       | marc’h [maʁx], diwall [ˈdiwal]                                                                          | |
| â       |                                                                                           | [ɑː]      | â Vreizh! [ˌɑːˈvʁeː.iz]                                                                                 | Csak a vokatív alakjaiban fordul elő. |
| ae      |                                                                                           | [ɛ]       | diavaeziad [di.aˈvɛzjat]                                                                                | Általában szóösszetétel vagy -ragozás során jön létre. Előfordul, hogy két tagúként, [a.ɛ]-nek ejtik. |
| ao      |                                                                                           | [au̯]/[ɔ]  | aotrou [ˈau̯tʁu] vagy [ˈɔtʁu], paotr [pau̯tʁ] vagy [pɔtʁ]                                                 | Beszélőtől, nem nyelvjárástól függ a kiejtése. |
| aou     |                                                                                           | [ɔu̯]      | daoulin [ˈdɔu̯lin]                                                                                       | |
| b       | szó végén általában, zöngétlen mássalhangzók előtt mindig                                 | [p]       | mab [mɑːp]                                                                                              | |
| b       | máskor                                                                                    | [b]       | beleg [ˈbɛːlɛk], bloaz’ [blwa]                                                                          | A -z’-t a leoneg kivételével nem ejtik. |
| c       |                                                                                           |           | | Csak idegen, főleg francia eredetű nevekben fordul elő, nagyon ritka a standard bretonban. Megőrzi eredeti kiejtését. |
| ch      | zöngés mássalhangzó előtt (szóhatáron is)                                                 | [ʒ]       | ach gant [ˈaʒɡãnt]                                                                                      | |
| ch      | máskor                                                                                    | [ʃ]       | trañch [tʁãʃ]                                                                                           | |
| c’h     | zöngés mássalhangzó előtt (szóhatáron is), gyakran magánhangzók között is                 | [ɣ]       | lec’h bevañ [lɛɣˈbeːvã], bac’h añ [ˈbɑːˈɣã]                                                             | |
| c’h     | máskor                                                                                    | [x]       | c’hwitellit [xwiˈtɛlit], yac’hus [ˈjaxys], loc’h [lox],                                                 | Leonegben gyakran zöngésen ejtik: c’hoazh [ɣwɑːs] vagy [ɦwɑːs]. Gwenedegben általában egyszerű [h]-nak ejtik, de gyakran teljesen el is tűnik (kivéve a melléknévfokozásban): c’hoazh [hwɑːx] vagy [wɑːx], de yac’hoc’h [ˈjaxɔx]. Közép-Bretagne-ban – ahol az r-et [χ]-nak ejtik – előfordul a [ʜ] kiejtés is.                                                                 |
| d       | szó végén általában, zöngétlen mássalhangzók előtt mindig                                 | [t]       | gwad [gwɑːt]                                                                                            | |
| d       | máskor                                                                                    | [d]       | dor [doːʁ], endevout [ɛ̃ˈdeːvut]                                                                         | |
| dj      | szó végén általában, zöngétlen mássalhangzók előtt mindig                                 | [t͡ʃ]      | badj [bɑːt͡ʃ]                                                                                            | |
| dj      | máskor                                                                                    | [d͡ʒ]      | djin [d͡ʒĩːn], gadjed [ˈɡɑːd͡ʒɛt]                                                                         | |
| e       | hosszan, egy szótagú szavakban nazális hangok előtt                                       | [ẽː]      | den [dẽːn]                                                                                              | |
| e       | hosszan, több szótagú szavakban nazális hangok előtt                                      | [ɛ̃ː]      | semplañ [ˈsɛ̃ːmplã]                                                                                      | |
| e       | hosszan, más esetekben                                                                    | [eː]      | beg [beːk], mel [meːl], bez’ [beː], pegan [ˈpeːɡã]                                                      | Leonegben a „bez’” kiejtése [beːs]. |
| e       | az -enn és -et végződésekben gyakran                                                      | [ə]       | astenn [ˈastən], kengret [ˈkɛ̃ːŋʁət]                                                                     | Gwenedegben ez gyakori más végződések estén is. |
| e       | röviden, nazális hangok előtt                                                             | [ɛ̃]/[ẽ]   | hent [hɛ̃nt], kreñv [ˈkrẽv]                                                                              | Nincs rá konkrét szabály, hogy mikor nyílt és mikor zárt az e kiejtése. Gwenedegben gyakori a szókezdő hangsúlytalan e elhagyása: evitañ [ˈɥ̯itã] |
| e       | minden más esetben                                                                        | [ɛ]/[e]   | karet [ˈkɑːʁɛt], lanneier [lãˈnejɛʁ]                                                                    | Nincs rá konkrét szabály, hogy mikor nyílt és mikor zárt az e kiejtése. Gwenedegben gyakori a szókezdő hangsúlytalan e elhagyása: evitañ [ˈɥ̯itã] |
| ê       |                                                                                           | [ɛː]      | stêr [stɛːʁ], hêr [hɛːʁ], kêr [kɛːʁ], gêr [ɡɛːʁ]                                                        | Csak ezekben a szavakban használják, hogy megkülönböztessék az ugyanilyen kiejtésű ster, her, ker, ger szavaktól. |
| ei      |                                                                                           | [ɛi̯]      | kleiz’ [klɛi̯]                                                                                           | |
| eo      |                                                                                           | [ɛː]/[ɛː] | eo [eɔ] vagy [eː], reol [ʁeɔl] vagy [ʁɛːl]                                                              | Nem nyelvjárástól hanem beszélőtől függ a kiejtése. |
| eu      | hangsúlytalanul, ezen kívül röviden -l- vagy -r- + mássalhangzó valamint [j] és [w] előtt | [œ]       | teuliourien [tœljuˈʁiːɛ̃n], cheulk [ʃœlk], seurl [sœʁl], neuial [nœjal]                                  | |
| eu      | hosszan nazális hangok előtt                                                              | [ø̃ː]      | leun [lø̃ːn], bleuñv [blø̃ːv]                                                                             | Gwenedegben a „bleuñv” kiejtése [blẽw] |
| eu      | hosszan más esetben                                                                       | [øː]      | peul [pøːl], leur [løːʁ]                                                                                | |
| eu      | röviden nazális hangok előtt                                                              | [ø̃]       | bleunioù [ˈblø̃nju]                                                                                      | |
| eu      | minden más esetben                                                                        | [ø]       | peurrest [ˈpørɛst]                                                                                      | Egyes szavakban [w]-nek is ejtik: leue [ˈløːe] vagy [lweː]. |
| eü      |                                                                                           | [ɛ.y]     | eürus [ˈɛ.yʁys]                                                                                         | Az „eürus” kiejtése egyes beszélőknél [ɛˈ.vyːʁys]. |
| f       | zöngés mássalhangzó előtt                                                                 | [v]       | korfvuzulierezh [ˌkɔʁvyzylˈjɛʁɛs]                                                                       | |
| f       | minden más esetben                                                                        | [f]       | fall [fal]                                                                                              | |
| g       | szó végén általában, zöngétlen mássalhangzók előtt mindig                                 | [k]       | bag [bɑːk]                                                                                              | Gwenedegben szó végén i után [c]: distrig [ˈdistʁic]. |
| g       | máskor                                                                                    | [ɡ]       | gwelloc’h [ˈɡwɛlɔx], graet [ɡʁɛːt]                                                                      | Magas hangrendű szótagban gwenedegben [ɟ]-nek ejtik: gwelloc’h [ˈɟɥɛlɔx] |
| gn      |                                                                                           | [ɲ]       | ognon [ˈõɲõn], gagn [ˈɡãɲ]                                                                              | |
| h       | néhány szóban                                                                             | Ø         | ha [ˈɑː], hag [ɑːk], he [eː], hec’h [ɛx],ho [oː], hoc’h [ɔx], holl [ɔl], hon [õːn], hor [oːʁ], hol [ɔl] | |
| h       | minden más esetben                                                                        | [h]       | hemañ [ˈhemã], hir [hiːʁ]                                                                               | Leonegben és kelet-gwenedegben minden esetben néma! |
| i       | hangsúlytalanul magánhangzó előtt                                                         | [j]       | livioù [ˈlivju], kaier [ˈkajɛʁ]                                                                         | |
| i       | hosszan, nazális hang előtt                                                               | [ĩː]      | gwin [ɡwĩːn]                                                                                            | |
| i       | hosszan, más esetekben                                                                    | [iː]      | ti [tiː], nijal [ˈniːʒɑl]                                                                               | A liorzh és lien kiejtésében – mivel az i itt hangsúlyos – hosszú: [ˈliː.ɔʁs] (gwenedegben: [liː.ɔʁx]) és [ˈliː.ɛ̃n] |
| i       | röviden, nazális hang előtt                                                               | [ĩ]       | pignat [ˈpĩɲat]                                                                                         | |
| i       | minden más esetben                                                                        | [i]       | evitañ [eˈvitã], kirri [ˈkiʁi]                                                                          | |
| ilh     | magánhangzó után                                                                          | [ʎ]       | sailh [saʎ], ruilhet [ˈʁyʎet]                                                                           | Sok breton beszélő egyszerű [j]-t ejt helyette:sailh [saj], ruilhet [ˈʁyjet]. |
| ilh     | minden más esetben                                                                        | [iʎ]      | dilhad [ˈdiʎat], spilhenn [ˈspiʎɛ̃n]                                                                     | Sok breton beszélő [ij]-t ejt helyette: dilhad [ˈdijat], spilhenn [ˈspijɛ̃n]. |
| j       | szó végén általában, zöngétlen mássalhangzók előtt mindig                                 | [ʃ]       | servij [ˈsɛʁviʃ]                                                                                        | |
| j       | máskor                                                                                    | [ʒ]       | lojañ [ˈloːʒã], nijer [ˈniːʒɛʁ]                                                                         | |
| k       | zöngés mássalhangzó előtt                                                                 | [ɡ]       | rakdiazez’añ [ʁaɡdjaˈzeːã]                                                                              | |
| k       | minden más esetben                                                                        | [k]       | kelc’h [kɛlx], sukr [syːkχ], pesk [pesk]                                                                | Magas hangrendű szótagban gwenedegben [c]-nek ejtik: kelc’h [cɛlx] |
| l, ll   | zöngétlen mássalhangzó után                                                               | [ɬ]       | riskl [ʁiskɬ]                                                                                           | |
| l, ll   | minden más esetben                                                                        | [l]       | lanneg [ˈlãnɛk], mel [meːl], fall [fal]                                                                 | |
| m, mm   |                                                                                           | [m]       | hemañ [hẽmã], mamm [mãm]                                                                                | Az m előtt álló magánhangzó nazális lesz. |
| n, nn   | k és g előtt                                                                              | [ŋ]       | rankout [ˈʁãŋkut], angell [ˈãŋɡɛl]                                                                      | Az n előtt álló magánhangzó nazális lesz. |
| n, nn   | minden más esetben                                                                        | [n]       | nerzh [nɛʁs], lennet [ˈlɛ̃net], penn [pɛn]                                                               | Az n előtt álló magánhangzó nazális lesz. |
| ñ       |                                                                                           | Ø         | terriñ [ˈtɛʁĩ], gwellañ [ˈɡwɛlã]                                                                        | Az ñ betűt nem ejtik, csak az előtte álló magánhangzó nazális voltát jelöli, ezért szó elején nem állhat. |
| o       | hosszan, nazális hangok előtt                                                             | [õː]      | bon [bõːn], loman [ˈlõːmãn]                                                                             | |
| o       | hosszan, más esetekben                                                                    | [oː]      | lodenn [ˈloːdɛ̃n], kozh [koːs], moged [ˈmoːɡet]                                                          | |
| o       | hangsúlytalanul magánhangzók előtt                                                        | [w]       | moal [mwɑːl], troat [tʁwɑːt]                                                                            | Egyes beszélők ezt [ɔ̯]-nak ejtik: moal [mɔ̯ɑːl], troat [tʁɔ̯ɑːt]. Gwenedegben a „bloaz’” szó kiejtése [bleː]. |
| o       | röviden, nazális hangok előtt                                                             | [õ]       | font [fõnt]                                                                                             | |
| o       | minden más esetben                                                                        | [ɔ]/[o]   | torret [ˈtɔʁɛt], loc’h [lox]                                                                            | Nincs rá konkrét szabály, hogy mikor nyílt és mikor zárt. Gwenedekben a hangsúlytalan o-t általában zártan ejtik: gwelloc’h [ˈɟɥɛlox] |
| ô       |                                                                                           | [oː]      | trôad [ˈtʁoː.at]                                                                                        | Csak ebben a szóban a „troad”-tól ([tʁwat]) való megkülönböztetésre használják. |
| ou      | hangsúlytalanul magánhangzók előtt                                                        | [w]       | gouez’ [ɡweː], laouen [ˈlɔwɛ̃n]                                                                          | A következő szavakban az ou hangsúlyos: Doue [ˈduː.e], douar [ˈduː.aʁ], gouarn [ˈɡuː.aʁn] (egyes beszélőknél ez utóbbi lehet [ˈɡwaʁn] is) |
| ou      | hosszan nazális hangok előtt                                                              | [ũː]      | gounid [ˈɡũːnit]                                                                                        | |
| ou      | hosszan más esetben                                                                       | [uː]      | trouz [ˈtʁuːs]                                                                                          | |
| ou      | röviden nazális hangok előtt                                                              | [ũ]       | hengoun [ˈhɛ̃ŋɡũn]                                                                                       | |
| ou      | minden más esetben                                                                        | [u]       | poulloù [ˈpulu]                                                                                         | |
| où      |                                                                                           | [u]       | aferioù [aˈfeʁju]                                                                                       | Csak szó végén, a többes szám jelében található. Kiejtése vidékenként változik, északnyugatról délkeletre a következő sorrendben: [u] → [o] → [ø] → [ow] → [au̯] → [aɥ] → [əɥ]: aferioù [aˈfeʁju] → aferioù [aˈfeʁjo] → aferioù [aˈfeʁjø] → aferioù [aˈfeʁjow] → aferioù [aˈfeʁjau̯] → aferioù [aˈfeʁjaɥ] → aferioù [aˈfeʁjəɥ]. Gwenedegben írásban előfordul helyette az -eù is. |
| oü      |                                                                                           | [o.y]     | emroüs [ˈɛ̃mʁoː.ys]                                                                                      | |
| p       | zöngés mássalhangzó előtt                                                                 | [b]       | enepbonreizh [ɛ̃nɛˈbõːnʁɛi̯s]                                                                             | |
| p       | minden más esetben                                                                        | [p]       | park [paʁk], semplañ [ˈsẽmplã], strep [stʁɛp]                                                           | |
| q       |                                                                                           |           | | Csak idegen, főleg francia eredetű nevekben fordul elő, nagyon ritka a standard bretonban. Megőrzi eredeti kiejtését. |
| r, rr   | zöngétlen mássalhangzó után                                                               | [χ]/[r̥]   | mestr [mɛstχ] vagy [mɛstr̥]                                                                              | Gyakori, hogy ilyen esetben nem is ejtik ezt a hangot: mestr [mɛst]. |
| r, rr   | minden más esetben                                                                        | [ʁ]       | ruz’iañ [ˈʁyjã], prim [pʁĩm], karr [kɑːʁ]                                                               | Vidékenként ettől eltérő kiejtéssel is találkozhatunk: leonegben az idősebb beszélők [r]-nek ejtik: prim [prĩm]; tregeriegben az idősebbek [ɾ]-nek: prim [pɾĩm], a fiatalabbak [ɹ]-nek: prim [pɹĩm]; míg Bretagne középső részén a [χ] is előfordul: prim [pχĩm]. |
| s       | zöngés mássalhangzó előtt                                                                 | [z]       | grisbok [ˈɡʁizbɔk]                                                                                      | |
| s       | minden más esetben                                                                        | [s]       | stag [stɑːk], pesk [pesk], tasawak [taˈsawak]                                                           | Gwenedegben az st kapcsolatot [ʃt]-nek ejtik: stag [ʃtɑːk], míg magas magánhangzók előtt az sk-t [sc]-nek vagy [ʃc]-nek: pesked [ˈpescɛt] vagy [ˈpeʃcɛt]. |
| sh      |                                                                                           | [s]       | koshañ [ˈkɔsã]                                                                                          | Gwenedegben [x]-nak ejtik: koshañ [ˈkɔxã] |
| t       | zöngés mássalhangzó előtt                                                                 | [d]       | dreistgwir [ˈdʁɛi̯zdɡwiʁ]                                                                                | |
| t       | minden más esetben                                                                        | [t]       | troad [tʁwɑːt], karetoc’h [kaˈretɔx], seurt [sœʁt]                                                      | |
| u       | hangsúlytalanul magánhangzó előtt                                                         | [ɥ̯]       | kuit [kɥ̯it], skuizh [skɥ̯is]                                                                             | Gwenedegben ezek kiejtése: kuit [cɥ̯it], skuizh [scɥ̯ix] vagy [ʃcɥ̯ix]. Ebben a nyelvjárásban létezik egy ù betű is melynek kiejtése szintén [ɥ], pl.: marù [ˈmɑːʁɥ], seùel [seˈɥ.ɛl]. |
| u       | hosszan, nazális hang előtt                                                               | [ỹː]      | puñs [pỹːs]                                                                                             | |
| u       | hosszan, más esetekben                                                                    | [yː]      | lur [lyːʁ], sukr [syːkχ]                                                                                | |
| u       | röviden, nazális hang előtt                                                               | [ỹ]       | junt [ʒỹnt]                                                                                             | |
| u       | minden más esetben                                                                        | [i]       | lusk [lysk], ul [yl]                                                                                    | |
| v       | zöngétlen mássalhangzók előtt                                                             | [f]       | sovkhoz [ˈsoːfkhɔs]                                                                                     | |
| v       | szó végén r, l, n, z után                                                                 | [o]       | varv [ˈvaʁo], azv [ˈazo]                                                                                | |
| v       | szó végén magánhangzó után általában                                                      | [u̯]       | bliv [bliu̯], gwiv [ɡwiu̯], piv [piu̯]                                                                     | Gwenedegben ezt [ɥ̯]-nek ejtik: bliv [bliɥ], gwiv [ɟɥ̯iɥ̯], piv [piɥ]. A goelo régióban ez a nang is [f]: bliv [blif], gwiv [ɡwif], piv [pif]. Igék végén, valamint ñ után [v]-nek ejtik szó végén is mindenhol: ev [eːv], skañv [skãːv]. |
| v       | máskor                                                                                    | [v]       | evitan [eˈvitãn], savet [ˈsɑːvet]                                                                       | Egyes vidékeken gyakran hallani általánosságban [v] helyett [w]-t. |
| w       |                                                                                           | [w]       | wok [wɔk], diwall [ˈdiwal], sandow [ˈsãndow]                                                            | Leoneg egyes vidékein e előtt és a war szóban [v]-nek ejtik: a-wechoù [aˈveʃu], war [vɑːʁ], míg a gwr kapcsolatban nem hangzik: gwrez [ɡʁeːs]. Gwenedegben általában [ɥ̯]-nek ejtik magánhangzó előtt: wok [ɥ̯ɔk], diwall [ˈdiɥ̯al]. |
| x       |                                                                                           |           | | Csak idegen, főleg francia eredetű nevekben fordul elő, nagyon ritka a standard bretonban. Megőrzi eredeti kiejtését. |
| y       |                                                                                           | [j]       | yod [joːt], gray [ɡʁaj]                                                                                 | |
| z       | szó végén általában, zöngétlen mássalhangzók előtt mindig                                 | [s]       | barrez [ˈbaʁes]                                                                                         | |
| z       | máskor                                                                                    | [z]       | zoken [zoˈkɛ̃n], kevezus [keveːzys]                                                                      | Leonegben i előtt általában [ʒ]: zinker [ʒĩŋkɛʁ] |
| z’      |                                                                                           | Ø         | bez’añ ['beː.ã], gouez’ [ɡweː]                                                                          | Általában nem jelölik aposztróffal, csak egyes (főleg nyelvészeti) forrásokban. Leonegben kiejtése megegyezik a normál z kiejtésével: bez’añ ['beːzã], gouez’ [ɡweːs] |
| zh      | szó végén általában, zöngétlen mássalhangzók előtt mindig                                 | [s]       | kazh [kɑːs]                                                                                             | Gwenedegben ennek kiejtése mindig [x]: kazh [kɑːx] |
| zh      | máskor                                                                                    | [z]       | argerzhad [aʁˈɡɛʁzat], brezhoneg [bʁeˈzɔ̃ːnɛk]                                                           | Gwenedegben ennek kiejtése mindig [x]: argerzhad [aʁˈɟɛʁxat], brezhoneg [bʁeˈxɔ̃ːnɛk] |

## Hangsúly
A breton nyelvben általában az utolsó előtti szótagon van a hangsúly. A déli nyelvjárásokban gyakori az általános szó végi hangsúlyozás, ezek a nyelvjárások kevésbé különböztetik meg a hangsúlyos szótagokat (pl. kevésbé hallható a magánhangzók hosszúsága). Hangsúlyozás szempontjából csak a magánhangzónak ejtett hangokat vesszük figyelembe: miaoual [ˈmjawal]. Vannak olyan szavak, amelyek véghangsúlyosak, ezek általában valamilyen ige ragozott alakjai valamint határozók, névmások vagy elöljárószók.
Az idegen szavak általában megtartják az eredeti hangsúlyukat, így például a francia eredetű szavak általában véghangsúlyosak: avant-deux [avãnˈdœː].
A hangsúly a toldalékolással változik: bale [ˈbɑːle] → baleadenn [baleˈɑːdɛ̃n].
Kötőjellel összekötött összetett szavak tagjai megtartják mindkét alapszó hangsúlyát: kabell-touseg [ˈkɑːbɛlˈtuːsek]. Abban az esetben, ha az összetett szó két egy szótagú szóból áll össze, csak a második szó tartja meg a hangsúlyát: e-barzh [eˈbaʁs] (gyakran egyszerűen csak [ba]). Egy kivétel van ez utóbbi alól, ha a második tag -mañ, -se vagy -hont, ebben az esetben az első szó marad hangsúlyos: an dra-mañ [ãn ˈdʁɑːmã] – természetesen beszélőtől és vidéktől függően itt is akadnak kivételek... Ha a második tag egy névmás, akkor az előtte álló szótag lesz hangsúlyos: evidon-me [viˈdɔ̃me]. Helységnevekben a Sant mindig hangsúlyos: Sant-Vig [ˈsãvik].
Szorosan kapcsolódó kifejezésekben a szavakat hangsúlyozás szempontjából szótagoknak teikntjük: ur gwir vab [œʁˈɡwiːʁvɑːp].
Intonáció szempontjából a hangsúlyos szótagok mindig magasabbak, mint a hangsúlytalanok.